# Rafał Tichy
Rafał Tichy (ur. 1969) – polski filozof i publicysta oraz scenarzysta i reżyser filmów dokumentalnych.

## Życiorys
Absolwent studiów filozoficznych na Akademii Teologii Katolickiej w Warszawie, doktoryzował się w Instytucie Filozofii w Uniwersytecie Warszawskim. Dysertacja ukazała się drukiem pt. Mistyczna historia człowieka według Bernarda z Clairvaux (Flos Carmeli, Poznań 2011) i otrzymała wyróżnienie Nagrody Stowarzyszenia Wydawców Katolickich „Feniks” w 2012 roku – jak napisano w werdykcie jury – „za odkrywcze i pod względem naukowym nadzwyczaj staranne przedstawienie antropologiczno-teologicznej doktryny św. Bernarda z Clairvaux, ze szczególnym uwzględnieniem fenomenu mistyki chrześcijańskiej. W dzisiejszych czasach rozpanoszenia się najróżniejszych form duchowości «bez Boga», «duchowości ateistycznej» studium to przywraca właściwe ramy, w których możemy rozpoznawać wartość wewnętrznych przeżyć, wiążących człowieka z Bogiem. Napawa też nadzieją, że sam człowiek jest zdolny do otwarcia się na najbardziej tajemne doświadczenia rzeczywistości i ostateczne spełnienie odnajduje w miłości do ludzi i do swego Stwórcy”.
W latach 1996–2007 był członkiem redakcji kwartalnika „Fronda”, w którym opublikował m.in. cykl esejów z dziedziny historii religii pt. Poczet mistyków chrześcijańskich. Po usunięciu ze stanowiska redaktora naczelnego Marka Horodniczego razem z większością dotychczasowego zespołu „Frondy” odszedł z tego pisma i w listopadzie 2007 roku założył nowy periodyk „44 / Czterdzieści i Cztery”. Jest autorem programowych dla tego czasopisma tekstów: Manifestu neomesjanistycznego i Czasu na apokalipsę.
Opublikował także przeprowadzony wspólnie z Grzegorzem Górnym wywiad-rzekę z ks. prof. Waldemarem Chrostowskim: tom I – Bóg, Biblia, Mesjasz, tom II – Kościół, Żydzi, Polska (Biblioteka „Frondy”, Warszawa 2006-2009).

## Publikacje
- Pochwała średniowiecza, „Fronda” nr 4/5, 1995.
- Naród trochę wybrany (o perypetiach mesjanizmu polskiego), „Fronda” nr 6, 1996.
- Zerkając w stronę pogaństwa, „Fronda” nr 7, 1996.
- Poczet mistyków chrześcijańskich: Na początku był Dionizy, „Fronda” nr 8, 1997; Miłość według Bernarda, „Fronda” nr 9/10, 1997; Tajemnicza natura Grzegorza (odsłona pierwsza), „Fronda” nr 13/14, 1998; Tajemnicza natura Grzegorza (odsłona druga), „Fronda” nr 15/16, 1999; Porwani do trzeciego nieba, „Fronda” nr 41, 2006.
- Przepis na odnalezienie Graala, „Fronda” nr 11/12, 1998.
- Matrix – rechrystianizacja, „Fronda” nr 42, 2007.
- Mała Arabka i Matrix, „Fronda” nr 42, 2007.
- Historia niewygodnej formuły, „Fronda” nr 38, 2006.
- Czas na apokalipsę, „44 / Czterdzieści i Cztery” nr 1, 2008 (dostępne na: 44.org.pl).
- Manifest neomesjanistyczny, „44 / Czterdzieści i Cztery” nr 2, 2009 (dostępne na: 44.org.pl); pierwodruk w „Rzeczpospolitej” z 3-4 I 2009, dod. „Rzecz o Książkach” (dostępne na: rp.pl).
- Puste groby historii, „Rzeczpospolita”, 18-19 XII 2010, dod. „Plus Minus”.

## Filmografia
- Mała Arabka i Matrix (scenariusz i reżyseria, 2006)
- Kod tajemnicy fatimskiej (scenariusz i reżyseria, 2006)
- Prawdziwe imię Róży (scenariusz i reżyseria, 2007)
- Strażnicy Piątej Ewangelii (scenariusz i reżyseria, 2008) – dostępne na tvp.pl
- Ukryte życie Jezusa (scenariusz i reżyseria, 2009)